# Колкер, Юрий Иосифович
Ю́рий Ио́сифович Ко́лкер (фамилия при рождении — Чистяко́в; род. 14 марта 1946, Ленинград) — русский поэт.

## Биография
Юрий Колкер родился 14 марта 1946 года, в Ленинграде, в семье инженера. В 15 лет он ушёл из дневной школы и поступил на работу; в 1963 году окончил вечернюю школу рабочей молодёжи, в 1969 году, с отличием, — физико-механический факультет Ленинградского политехнического института, в 1969—1971 годах работал (младшим научным сотрудником) в Агрофизическом институте, в 1971—1974 годах учился в аспирантуре и затем до 1980 года работал в СевНИИГиМе. В 1978 году получил степень кандидата физико-математических наук. В 1980—1984 годах Колкер работал кочегаром (оператором газовых котельных).
С 1964 года Юрий Колкер печатал стихотворения в студенческих многотиражках, с 1972 по 1975 — в советских изданиях (всего 9 публикаций), с 1980 года — в журналах самиздата Часы, Обводный канал, Диалог, Молчание и др., с 1981 года — за границей. За рукописи его стихов, ходившие по руками, Юрий Колкер получил в 1980 устное предупреждение от КГБ с угрозой ареста по статье 190-1 УК РСФСР.
В 1981—1983 годах Юрий Колкер подготовил первое комментированное издание стихов Владислава Ходасевича, разошедшееся сначала в самиздате, а в 1983 году вышедшее в Париже, в издательстве La Presse Libre. К двухтомнику приложен первый обстоятельный очерк жизни и творчества Ходасевича (Юрий Колкер. Айдесская прохлада) и статья Д. Я. Северюхина (собравшего для двухтомника переводы Ходасевича) России пасынки, представляющая первый систематический обзор стихотворных переводов Ходасевича.
Юрий Колкер — один из четырёх редакторов-составителей антологии Острова (1982), представляющей в самиздате ленинградскую неподцензурную поэзию 1950—1980 годов. В 1982—1984 годах Юрий Колкер был в числе первых редакторов машинописного Ленинградского еврейского альманаха (ЛЕА).
В 1984 году, после многих лет ожидания, Юрий Колкер получил разрешение уехать в Израиль. В 1984—1989 годах он жил в Иерусалиме и работал в лаборатории биофизики растений Иерусалимского университета.
С 1989 по 2002 год Колкер работал в отделе тематических передач лондонской русской службы Би-би-си, где, среди прочего, составлял, редактировал и вёл радиожурналы В мире науки и техники (1990—1994), Парадигма (1995—1999) и Европа (1999—2002).

## Семья

Юрий Колкер у могилы деда в Александро-Невской лавре, 8 сентября 2010

Отец поэта — Иосиф Борисович Колкер (1907—1976), инженер-электрик, получивший образование в Германии в 1928—1931 годах. Мать поэта — домохозяйка Валентина Чистякова (1913—1983). Дед поэта, Фёдор Иванович Чистяков (1889—1934), большевик с 1909 года, солдат из рабочих, участвовал в Октябрьской революции в Петрограде; красноармеец с февраля 1918 года; уцелел в 1918 году в Ярославле во время Ярославского восстания; военный комиссар Ржевского полигона; в 1929 году состоял при торгпредстве в Берлине (где пятнадцатилетняя Валентина познакомилась с Иосифом Колкером); умер своей смертью в 1934 году в Ленинграде, похоронен на Коммунистической площадке в Александро-Невской лавре. Прадед поэта, Иван Григорьевич Чистяков (умер в 1912), из ярославских крепостных, был учредителем второй петербургской артели уличных продавцов произведений печати. Дед поэта с отцовской стороны, Борух бен Лейзер Колкер (1880—1934), был мелким предпринимателем в Одессе, что позволило ему в годы НЭПа послать старшего сына учиться в Германию; в посленэповские годы он работал кассиром; убит грабителями в Ашхабаде.
С 1973 года Юрий Колкер женат на однокласснице Татьяне Костиной. Их дочь Елизавета родилась в Ленинграде в 1974 году.

## Сочинения

### Стихи
Свои первые стихи Юрий Колкер сочинил в возрасте шести лет. В отрочестве он увлекался символизмом, затем футуристами, в двадцать с небольшим почувствовал себя традиционалистом и «консерватором в эстетике», с 1971 года отстаивал консервативную эстетику в поэзии и Ходасевича как её лучшего представителя в XX веке. Своё творческое становление и жизненную позицию Юрий Колкер подробно описал в «итоговой автобиографии» (2009) напечатанной с редакционными сокращениями. Консервативные принципы, эстетические и этические, он отстаивает в своей литературной переписке,.

Своей обличающей тенденцией поэзия Ю. Колкера иногда напоминает… Н. Некрасова… Проклятия городу, где глаза так часто ищут «крюки и скобы», чтобы вместе с жизнью избавиться от гнетущей тоски и злобы, сменяются ненавистью к своему времени, к «семидесятым проклятым», убившим в людях не только поэзию, но и простую честность…
— Е. Дрыжакова, Поэзия духовного возрождения, Wiener slawistischer Almanach, Sonderband 15, 1984, с. 195

Стихи его восходят к философской лирике Е. Баратынского и В. Ходасевича. Колкер опирается также на опыт акмеистов. По форме стихи его подчёркнуто строги, сдержанны и классичны; композиционно они просты и выверены. Колкер принадлежит к немногим современным русским поэтам, которые полностью отказались от ассонансной рифмы. Его тема — боль, отчаяние в человеческой жизни; поиски добра, взаимопонимания. Он избегает всякой искусственности, равно как и языковых экспериментов…
— Вольфганг Казак, Лексикон русской литературы XX века, 1992

Юрий Колкер — бунтарь-одиночка, архаист-новатор, утверждающий, что «в эстетическом смысле правее него только стенка», и при этом с наслаждением вводящий в свой почти одический, чеканный стих слова типа «нуклеиновый» и «дигитальный»: чем не попытка (и, если говорить о качестве текстов, не такая уж безуспешная!) аукнуться, минуя XIX век и тем более XX век, непосредственно с Ломоносовым?
— Дмитрий Кузьмин, В сторону единого пространства — Независимая газета,  Москва,  1 ноября 1997

Юрий Колкер был типично петербургским поэтом; он писал небольшие безупречные по форме философские стихотворения, в которых мифологические образы мирно уживались с реалиями современного города и некоторыми «советизмами».
— Д. Северюхин, Вечер в Летнем саду, СПб, 2000

Среди тех, чьи стихи автобиография не затмила, среди поэтических звезд, святящих особенно ярко, хочу назвать Юрия Колкера … Юрий Колкер отличается умением создавать какие-то очень мощные метафорические образы, которые воспринимаются как самоценные… Совершенно изумительно его стихотворение об эмиграции, о смерти как о соединении с английской землёй, о погубленной жизни и о разлуки с Россией, о будущем литературы, вскормленной ростками поэзии русских эмигрантов:
«Умрем — и английскою станем землёй…»
…Эти грустные стихи из тех, которые можно печатать в хрестоматиях как классику, на мой взгляд. Одно из лучших во всем томе и стихотворение Колкера, посвященное печальной теме похорон…
«Биологическая жизнь завершена…»
— Елена Айзенштейн
«Словесность — родина и ваша, и моя». — Журнал Нева 2012, №12, С.-Петербург

### Критическая проза
Прозу (историко-литературную и критическую) Юрий Колкер писал с 1982 года. Наиболее известные его работы —
- о Владиславе Ходасевиче Айдесская прохлада,
- об Иосифе Бродском Несколько наблюдений,
- о Владимире Лифшице Поэт в квадрате,
- Заболоцкий: Жизнь и судьба,
- Евтушенко как зеркало русской деволюции
- о первом съезде советских писателей в 1934  Чтоб Кафку сделать былью

### Публицистика
В годы вынужденных занятий журналистикой Юрий Колкер много печатался под псевдонимами (Матвей Китов, Никифор Оксеншерна, Семён Чертолясов, Джонатан Молдаванов, Прасковья Дункан, Тарас Абгалдырь и др.).

…И главное, автор очерка от нем, Матвей Китов (псевдоним, причем явно не от «кита»!), впервые объяснил мне, современнику, тот феномен, который я лично наблюдал много лет, точность которого свидетельствую, а вот понимать — тогда не понимал: совершенно фантастическую популярность Гольдберга среди простого советского народа!.. Выделяю и другой очерк Китова — об Александре Донде…
— Михаил Хейфец, Русские евреи в Великобритании. — Газета Вести, Тель-Автив, 8-14 декабря 2000.

### Публикации в периодике
До эмиграции Юрий Колкер публиковался в следующих советских, западноевропейских и израильских изданиях:
- журнал Простор (Алма-Ата), № 7, 1972; журнал Неман (Минск), № 11, 1972; альманах Молодой Ленинград, 1972; журнал Нева (Ленинград), № 5, 1973; газета Ленинградский рабочий, 26 мая 1973; журнал Нева(Ленинград), № 12, 1974; журнал Звезда Востока (Ташкент), № 11, 1974; альманах Родники (Москва), 1974; журнал Студенческий меридиан (Москва), № 8, 1975 (под псевдонимом Ю.Горчаков); журнал Континент (Париж), № 29, 1981; газета Русская мысль (Париж), № 3434, 14 октября 1982; журнал Алеф (Израиль) № 33, апрель 1984; Wiener Slawistischer Almanach (Wien), Sonderband 15, 1984; журнал Кинор (Тель-Авив), № 2, 1984.

В годы эмиграции Юрий Колкер печатался следующих в журналах, альманахах, антологиях и газетах:
- Русская мысль (Париж), Континент (Париж), Алеф (Израиль), 22 (Тель-Авив), Страна и мир (Мюнхен), יהודי ברית המועצות (Jews of the USSR, Jerusalem, in Hebrew), Народ и земля (Иерусалим), Панорама Израиля (Иерусалим), Tribüne (Frankfurt am Main), Панорама (Лос-Анджелес), Стрелец (Джерси-Сити — Париж), Встречи (Филадельфия), Русские поэты на Западе (антология, Джерси-Сити — Париж, 1986), Круг (Тель-Авив), Russian Literature Triquarterly (Ann Arbor), Вестник еврейской культуры (Рига), Авив (Тель-Авив);
- Грани (Франкфурт-на-Майне), Аврора (Ленинград), Звезда (С.-Петербург), Нева (С.-Петербург), Евреи в культуре русского зарубежья (Иерусалим, 1993), Всемирное слово (С.-Петербург), Речитатив (С.-Петербург), День и ночь (Красноярск), Вечерний Петербург, Невский альбом (С.-Петербург), Лондонский курьер (Лондон), Вестник (Балтимор), Независимая русская газета (Лондон);
- Литературная газета (Москва), Новый мир (Москва), Остров (Берлин), Новое время (Москва), Самиздат века (Москва-Минск, 1997), Арион (Москва), Бостонский марафон (Бостон), Лондон-INFO (Лондон), Горизонт (Денвер), Новое русское слово (Нью-Йорк), За рубежом (приложение к газете Новости недели, Тель-Авив), Русская Германия / Русский Берлин (Берлин), «Контакт» (Ганновер), Окна (приложение к газете Вести, Тель-Авив), Контрапункт (Бостон), Европа-Центр (Берлин), Русские евреи в Великобритании (Иерусалим, 2000), Вести (Таллин), Невское время (С.-Петербург), Крещатик (Германия), Шпиль (Рига), Кедр (Израиль), Астра (Таллин), Интеллектуальный форум (Сан-Франциско — Москва), Чайка (Балтимор), Русские евреи во Франции (Иерусалим, 2001), Наш следопыт (С.-Петербург), Колокол (Лондон), Город-текст (антология, С.-Петербург, 2002), Космополит (Бостон), Шарм (приложение к газете Вести, Тель-Авив), Nota Bene (Иерусалим), Дело (С.-Петербург), Новая газета (Петербург), Зарубежные записки (Мюнхен), На Невском (С.-Петербург), An Anthology of Jewish-Russian Literature: Two Centures of Dual Identity in Prose and Poetry (USA, 2007), Современное русское зарубежье, в 7 томах, том 4 (Москва, 2008), Знамя (Москва).
- — и др. Кроме стихов Юрий Колкер публиковал литературные очерки и критику, публицистику, прозу и воспоминания, переводы.

### Книги
В годы с 1985 по 2018 Юрий Колкер выпустил восемь книг своих стихов и двенадцать книг как редактор и переводчик, среди них двухтомное комментированное собрание стихов Владислава Ходасевича (Париж, 1983) и сборник эссе британского историка лорда Актона  Очерки становления свободы (Overseas Publications Interchange Ltd., London, 1992).

### Стихотворения
- Юрий Колкер. Я последний и я первый (В старом свете, Млечное). — Британия: Milton Herts WD6, 2018. — 304 с. — ISBN 978-1-78808-461-1.
- Юрий Колкер. Клинопись. — СПб.: РИО СПбГИПТ, 2006. — 120 с. — 200 экз. — ISBN 5-89319-100-5 ББК 84.Р7 К60.
- Юрий Колкер. Сосредоточимся на несомненном. Избранные стихи. — СПб.: Тирекс, 2006. — 376 с. — 500 экз. — ISBN 5-93682-004-1.
- Юрий Колкер. Ветилу́я. — СПб.: Геликон-плюс, 2000. — 104 с. — 500 экз. — ISBN 5-98206-008-9.
- Юрий Колкер. Завет и тяжба. — СПб.: Советский писатель, 1993. — 104 с. — 500 экз. — ISBN 5-26502383-5.
- Юрий Колкер. Далека в человечестве. — Москва: Творческое объединение СЛОВО, 1990. — 72 с. — 3500 экз. — ISBN 5-7664-0436-0 ББК 83.3Р.
- Юрий Колкер. Антивенок. — Иерусалим: Персефона, 1987. — 36 с. — 600 экз.
- Юрий Колкер. Послесловие. — Иерусалим: Лексикон, 1985. — 87 с. — 500 экз. (премия министра абсорбции Израиля за 1987)

### Критическая проза и воспоминания
- Юрий Колкер. В Иудейской пустыне, или Как я был антисемитом. — Denver, CO: HMG Press, 2011. — 242 с. — ISBN 144-9-57461-0 EAN-13 9781449574611 УДК 82-94 ББК 84.
- Юрий Колкер. Айдесская прохлада [Литературные статьи и очерки]. — СПб.: Геликон-плюс, 2008. — 236 с. — ISBN 978-5-93682-464-7.
- Юрий Колкер. Из песни злого не выкинешь. — London: Novelize Book Print Ltd, 2008. — 192 с. — 100 экз. — ISBN 978-5-87445-032-7.

- Юрий Колкер. Усама Велимирович и другие фельетоны. — СПб.: Тирекс, 2006. — 318 с. — 500 экз. — ISBN 5-98206-007-0.